# パリの通り、雨
『パリの通り、雨』（パリのとおり、あめ）は、画家ギュスターヴ・カイユボットが1877年に制作した油彩画であり、代表作の一つ。

## 概要

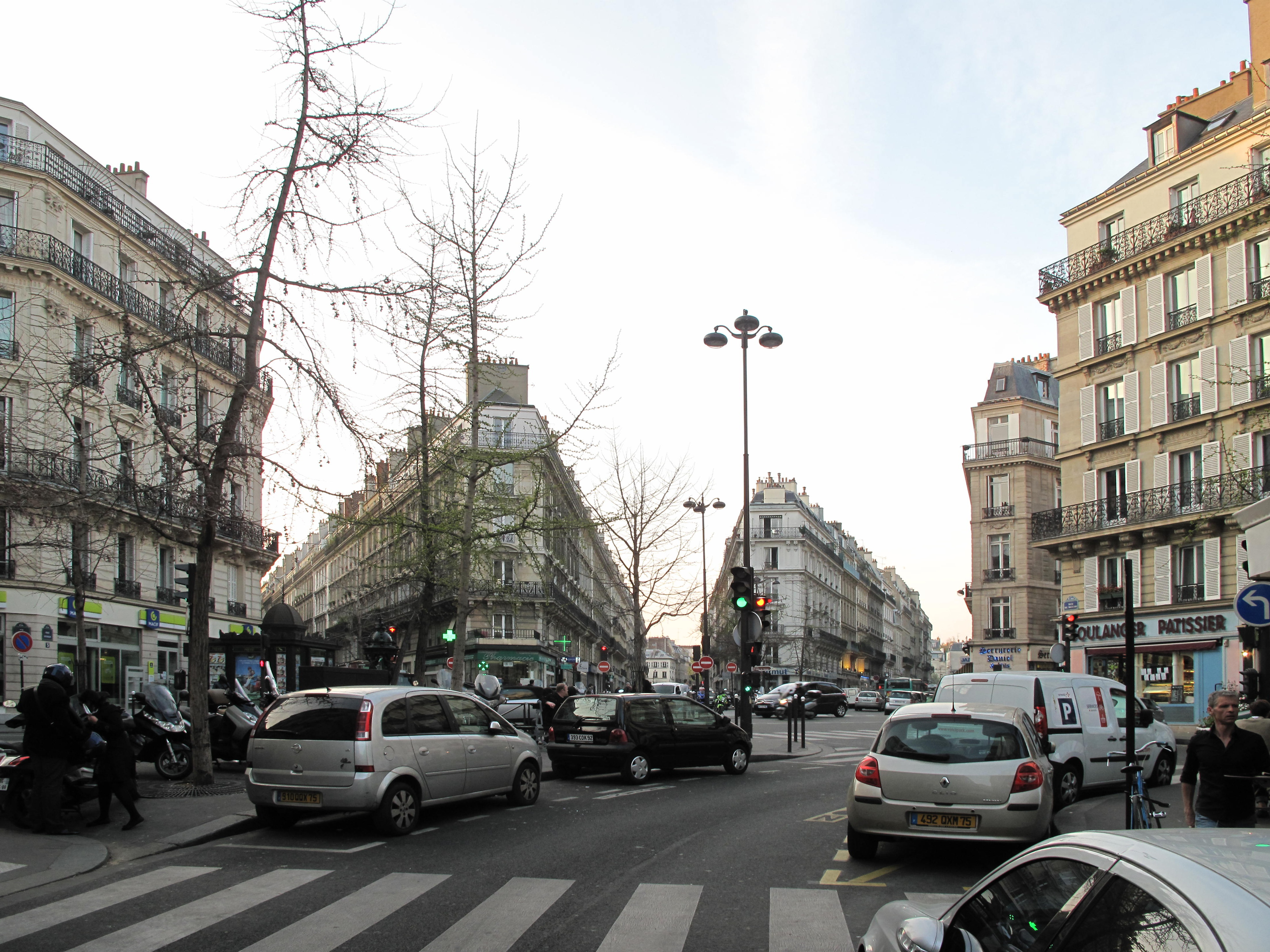
モスク通りから見たデュブラン広場。

パリの街を歩くブルジョワ階級の情景を描いた作品である。
描かれている場所は、サン・ラザール駅の近くで、ジョルジュ・オスマンのパリ改造で道路が新たに引かれた地域である。カイユボットは、この近くで生まれ育ったが、当初は細く曲がりくねった路地や坂が走っていたこの地域に、大きな街路が整備され、パリの町並みが変貌を遂げていく時期であった。
登場人物は、最新のファッションに身を包んでいる。作品のサイズが大きいため、人物はほぼ等身大で描かれている。完成度の高い表面の仕上げ、厳密な遠近法、大きなスケールは、サロン・ド・パリを支配していた伝統的なアカデミズム絵画に慣れた観衆には受け入れられやすかった。しかし、同時に、非対称の構図、画面の思い切った切り取り方、雨の雰囲気、現代的な主題といった点で、従来にない革新性を備えている。
この作品は、1877年の第3回印象派グループ展に出品された。1876年の第2回展直後から、第3回展のために準備していた作品であると思われる。同じ展示室には、本作と同じ「ヨーロッパ地区」を描いたカイユボットの『ヨーロッパ橋』のほかに、クロード・モネの「サン・ラザール駅」連作も展示され、場所的に近い作品が並べられた。しかし、モネの「サン・ラザール駅」が大胆な筆触による印象主義的な作品であるのに対し、カイユボットの作品は完成度の高い仕上げを用いており、画風としては異質であった。

## 来歴
1894年にカイユボットが亡くなると、弟マルシャル・カイユボットら遺族がこれを相続した。1954年、ニューヨークのウォルター・P・クライスラー・ジュニアが購入し、1964年、ウィルデンシュタイン社が購入、同年シカゴ美術館が取得して現在に至る。